# Хілогосонське сільське поселення
Хілогосо́нське сільське поселення (рос. Хилогосонское сельское поселение) — сільське поселення у складі Хілоцького району Забайкальського краю Росії.
Адміністративний центр — село Хілогосон.

## Населення
Населення сільського поселення становить 219 осіб (2019; 243 у 2010, 242 у 2002).

## Склад
До складу сільського поселення входять:
| Населений пункт | Населення, осіб (2002) | Населення, осіб (2010) |
| --------------- | ---------------------- | ---------------------- |
| Дутий, село     | 0                      | -                      |
| Улястуй, село   | 22                     | 37                     |
| Хілогосон, село | 220                    | 206                    |